# Control – The Videos
A Control – The Videos és a Control – The Videos Part II Janet Jackson amerikai énekesnő két videókazettán megjelent klipgyűjteménye; a számára a világhírt meghozó Control album hat videóklipje szerepel rajtuk.

## Számlista
Control – The Videos
1. What Have You Done for Me Lately
2. Nasty
3. When I Think of You

Control – The Videos – Part II
1. Control
2. Let’s Wait Awhile
3. The Pleasure Principle